# 奶豆腐

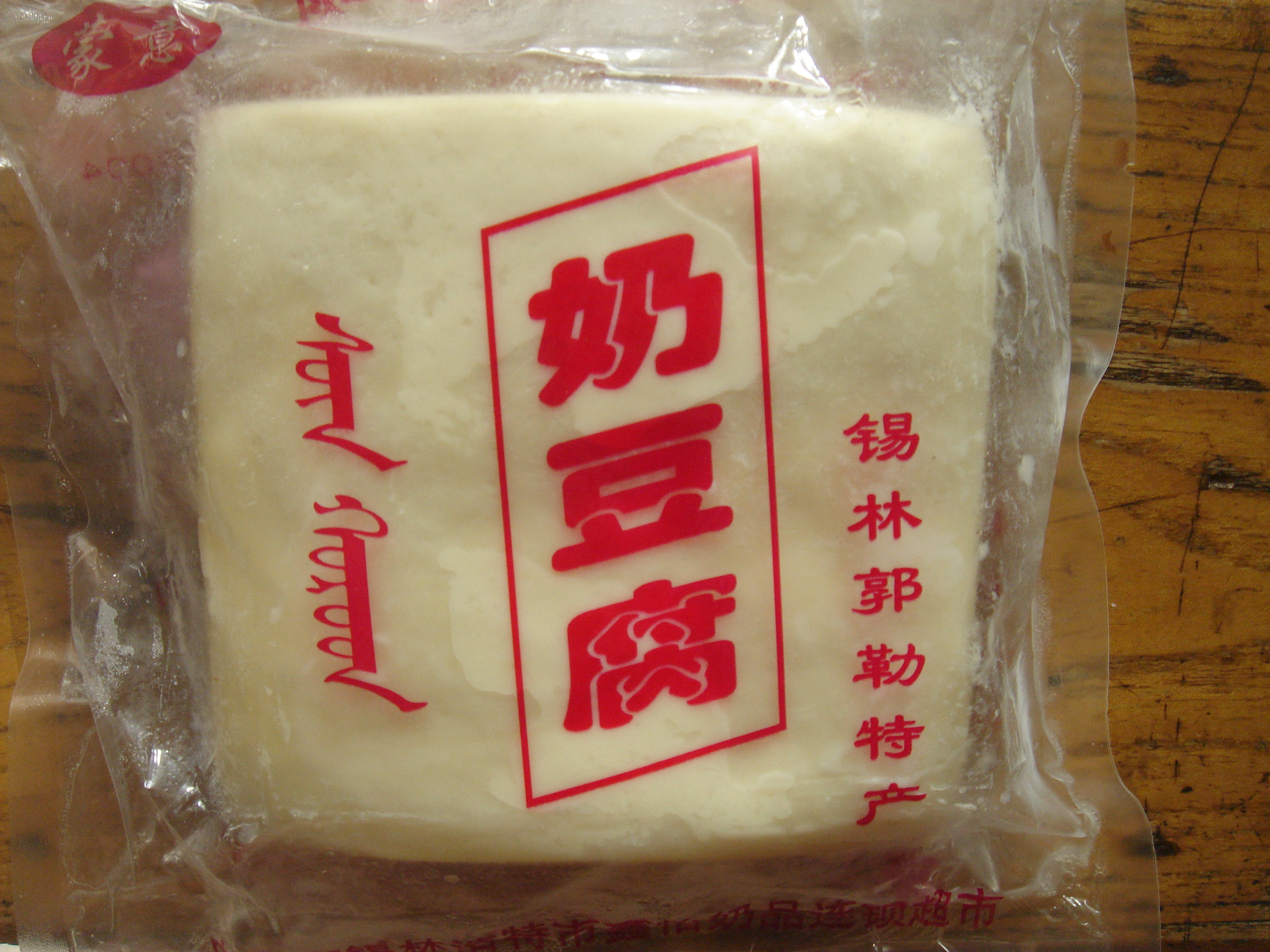
锡盟出产的奶豆腐

奶豆腐，蒙古民族奶食品之一，属于奶制品。
其作法先將酸奶子中的奶油提取出後，將其中水分煮乾使其凝固，再放入模子中成型或以布袋擠壓成型之後晒乾可食用且便有保存。奶豆腐可分成加糖（甜）和不加糖（酸）兩種口味。
　　

## 参看
- 奶皮子
- 起司